# Cleistanthus decurrens
Cleistanthus decurrens är en emblikaväxtart som beskrevs av Joseph Dalton Hooker. Cleistanthus decurrens ingår i släktet Cleistanthus och familjen emblikaväxter. Inga underarter finns listade i Catalogue of Life.